# Nicole Tomczak-Jaegermann
Nicole Tomczak-Jaegermann (ur. 8 czerwca 1945 w Paryżu, zm. 17 czerwca
2022 w Edmonton) – polsko-kanadyjska matematyczka specjalizująca się w analizie funkcjonalnej przestrzeni Banacha. Członkini Royal Society of Canada.

## Życiorys
Córka Andrzeja Tomczaka i Julii z d. Raś. 
Ukończyła studia na Uniwersytecie Warszawskim w 1968, a następnie obroniła pracę doktorską w 1974 pod kierunkiem Aleksandra Pełczyńskiego.
W latach 1975–1981 pracowała na macierzystym uniwersytecie. Następnie przez dwa lata była visiting professor w Texas A&M University, a od 1983 do emerytury była profesorem na Uniwersytecie Alberty w Edmonton w Kanadzie.
Jej mężem (od 1969) był informatyk Michał Jaegermann. 

## Nagrody i osiągnięcia
W 1996 została wybrana do Royal Society of Canada. W 1999 uhonorowana Nagrodą Krieger–Nelson dla wybitnych kanadyjskich matematyczek. W 2009 laureatka najważniejszej kanadyjskiej nagrody w naukach matematycznych CRM-Fields-PIMS Prize.
W 2013 odebrała Medal im. Wacława Sierpińskiego przyznawany przez Polskie Towarzystwo Matematyczne. Z tej okazji 16 maja 2013 wygłosiła wykład pt. Random matrices and asymptotic geometric analysis.
W 1998 roku wygłosiła wykład sekcyjny na Międzynarodowym Kongresie Matematyków w Berlinie.

## Publikacje
- Nicole Tomczak-Jaegermann: Banach-Mazur distances and finite-dimensional operator ideals. Harlow i Nowy Jork: Longman Scientific & Technical, 1989, s. 395. ISBN 0-470-20982-8.